# مورالي
مورالي هو ممثل هندي، ولد في 25 مايو 1954 في الهند، وتوفي بنفس المكان في 6 أغسطس 2009 بسبب نوبة قلبية. من الجوائز التي نالها جائزة الفيلم الوطني لأفضل ممثل ‏ وجائزة فيلم فير جنوب وجائزة ولاية كيرلا السينمائية لأفضل ممثل ‏.

## جوائز
- جائزة الفيلم الوطني لأفضل ممثل [الإنجليزية]‏
- جائزة فيلم فير جنوب
- جائزة ولاية كيرلا السينمائية لأفضل ممثل [الإنجليزية]‏

## وصلات خارجية
- مورالي على موقع IMDb (الإنجليزية)
- مورالي على موقع قاعدة بيانات الفيلم (الإنجليزية)